# Cathédrale de San Carlos de Bariloche
La cathédrale Notre-Dame-du-Nahuel-Huapi (en espagnol : Catedral de Nuestra Señora del Nahuel Huapi) ou plus simplement cathédrale de Bariloche est un édifice néogothique d'Argentine, construit dans les années 1940 et siège du diocèse de la ville de San Carlos de Bariloche (souvent juste appelée « Bariloche ») en Patagonie, province de Río Negro.
Elle est dédiée à la Vierge Marie et nommée d'après la mission jésuite du Nahuel Huapi (es), qui tire elle-même son nom du lac Nahuel Huapi.

## Historique
C'est l'architecte Alejandro Bustillo qui dessina les plans d'une église, pour les besoins de la petite localité qu'était encore San Carlos de Bariloche. Cette église n'avait pas encore vocation d'être cathédrale, mais se voulait belle et imposante. 
En 1942 on prépara le terrain, et en 1944 la structure en béton de l'édifice était terminée.
Alors commença le travail des tailleurs de pierre, car l'édifice est totalement revêtu de pierres. L'église fut terminée en 1946, sous le nom de Nuestra Señora del Nahuel Huapi. 
Pour les vitraux, on sollicita le Français Henri (Enrique) Thomas, installé en Argentine. La suggestion de ce dernier de lier les thèmes des vitraux à des spécificités régionales fut acceptée chaleureusement par l'autorité religieuse. 
Les vitraux furent posés dès 1947, ce qui terminait les travaux extérieurs. L'intérieur encore inachevé, le fut progressivement grâce à la collaboration de fidèles de la région. Ainsi en fut-il de la fabrication des bancs.
En 1993, le pape Jean-Paul II créa le diocèse de San Carlos de Bariloche. 
Chaque année, en décembre, a lieu la Navidad Coral ou Noël Choral, à laquelle participent le Chœur des Enfants et des jeunes Chanteurs de Bariloche, ainsi que d'autres groupes choraux et musicaux de la région.

## Description

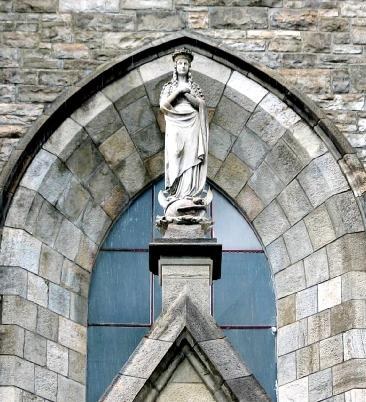
Statue de la Vierge Marie, due à Giovanni Battista Andreoli. La statue en pierre blanche extraite de la carrière du Cerro Carbón, se trouve à l'extérieur au-dessus du grand portail de la cathédrale.

De style néogothique, l'édifice est très loin de constituer un plagiat. Il fait au contraire preuve d'une grande originalité. Les réminiscences gothiques semblent de type brabançon, en ce sens qu'il comporte une seule tour en façade, puissante, massive et fort élevée en proportion de l'ensemble, et surplombant le seul portail d'entrée. Il y a quelque chose de l'église de la Chapelle de Bruxelles dans son inspiration. Mais quoi qu'il en soit, le sanctuaire est puissamment adapté aux rudes conditions locales du milieu andin et patagonique dans lequel il baigne. Le revêtement est fait de blocs de pierre grise, taillés et apparents partout, y compris à l'intérieur de l'édifice.
Celui-ci est en forme de croix latine, avec le chœur orienté à l'est. Au nord, juste à côté se trouve le lac Nahuel Huapi. Entourée de verdure, l'église bénéficie, grâce à son orientation, d'un excellent ensoleillement. Le soleil illumine l'intérieur de manière systématique du matin au soir, à travers les vitraux. Tant à l'intérieur qu'à l'extérieur sa lumière crée à toute heure des jeux d'ombre et de lumière qui contribuent à embellir le bâtiment, situé par ailleurs sur une butte qui domine le lac. Ses murs de pierre brute, et ses toits d'ardoise sombres et gris sont dominés par le clocher-tour massif qui culmine avec sa flèche à 69 mètres de hauteur. Ce dernier est dépourvu de cloches, faute de moyens, mais on y a installé un carillon, qui paraît-il est fort apprécié des résidents locaux.

## Les vitraux
Les vitraux furent réalisés dès l'époque de la construction par Henri (Enrique) Thomas, un spécialiste français installé à Buenos Aires. Ils consistent en une très belle réalisation de l'image de Nuestra Señora del Nahuel Huapi, patronne de l'église, ainsi qu'en une série de représentations populaires et laïques. En plus des aborigènes de Patagonie, on a représenté le père jésuite Nicolás Mascardi, qui fut le premier à atteindre ces lieux et à y débuter l'évangélisation des Indiens, en dehors de toute présence impériale espagnole. D'autres personnages apparaissent comme le frère fray Francisco Menéndez, le cacique indien Ceferino Namuncurá, et jusqu'aux concepteurs de l'édifice.

## Diocèse de San Carlos de Bariloche
Le diocèse de San Carlos de Bariloche, comme tous ceux de la Patagonie argentine, est un diocèse suffragant de l'archidiocèse de Bahía Blanca